# Robinson Crusoé (opéra-comique)
Pour les articles homonymes, voir Crusoé.
Robinson Crusoé est un opéra-comique en 3 actes et 5 tableaux de Jacques Offenbach, livret d'Eugène Cormon et d'Hector Crémieux, créé le 23 novembre 1867 à l'Opéra-Comique.

## Genèse
Pour le grand air de Robinson « Voir, c'est avoir », les librettistes citent un extrait de la chanson les Bohémiens de Pierre-Jean de Béranger.

## Argument

### Acte I
Chez les Crusoé à Bristol, Lady Crusoé, ses nièces Edwige et Suzanne, ainsi que la bonne se préparent pour le thé du dimanche, tandis que Sir William lit à haute voix de sa bible la parabole du fils prodigue. Robinson arrive en retard à la maison, mais comme fils unique et gâté il se fait facilement pardonner de ses parents. Il prend Toby à part et explique qu'il a réservé deux billets en bateau pour l'Amérique du Sud pour lui et Toby le soir même. Edwige, qui est amoureuse de lui, le supplie de ne pas partir. Il hésite, mais elle le laisse pour ne pas détruire son rêve d'aventure. Toby reste finalement cédant à la prière de Suzanne. Robinson décide de partir seul.

### Acte II
Six ans plus tard, Robinson  se trouve dans une île désertique à l'embouchure de l'Orinoco. Il a pu s'échapper des pirates qui s'étaient emparé de son bateau. Il vit avec son unique compagnon, Vendredi, qu'il a sauvé de la mort de ses congénères cannibales qui voulaient le sacrifier à leurs dieux. Robinson rêve d'Edwige, et tente d'expliquer ses sentiments à Vendredi.
Dans une autre partie de l'île, Edwige, Suzanne et Toby sont arrivés pour trouver la trace de Robinson. Eux aussi ont été attaqués par les pirates et ont réussi à s'échapper. Toby et Suzanne sont capturés par les cannibales, et tombent nez à nez avec leur ancien voisin de Bristol, Jim Cocks. Lui aussi a été capturé par les cannibales il y a dix ans et il a pu devenir leur cuisinier. Il révèle à Suzanne et à Toby qu'ils vont être mangés au dîner de ce soir. Au crépuscule, Edwige arrive portée par les indigènes, car ils croient qu'Edwige est une déesse blanche. Elle doit être sacrifiée à leur dieu, Saranha. Vendredi espionne tout cela, mais il est pris à son tour. Lorsqu'on allume le bûcher, il tire avec le pistolet de Robinson, les indigènes s'enfuient et il sauve Edwige, Suzanne, Toby et Jim Cocks.

### Acte III
Le lendemain, Robinson découvre Edwige  en train de dormir dans sa hutte. Vendredi explique que les pirates ont laissé leur bateau et que les Anglais peuvent prendre le bateau pour rejoindre leur pays, alors que les pirates font la fête à terre. Robinson se met à feindre la folie, trompe les pirates en leur racontant une fausse histoire de trésor enfoui dans la jungle et essaye de rejoindre le bateau ; mais les cannibales les capturent. Robinson s'empare des armes des pirates et leur laisse la vie sauve contre leur bateau. Tout le monde fait voile pour Bristol. L'histoire se termine avec le chef des pirates, qui est aussi le capitaine du bateau, qui marie à bord Robinson et Edwige.

## Interprètes de la création[1]
| Robinson           | Premier ténor léger        | M. Montaubry          |
| Sir William Crusoé | Baryton ou Basse chantante | M. Crosti             |
| Toby               | Deuxième ténor             | M. Ponchard           |
| Jim-Cocks          | Trial                      | M. Sainte-Foy         |
| Atkins             | Basse                      | M. Bernard            |
| Vendredi           | Mezzo-soprano              | Célestine Galli-Marié |
| Edwige             | Première chanteuse légère  | Marie Cico            |
| Suzanne            | Dugazon                    | Mlle Girard           |
| Deborah            | Soprano                    | Mlle Révilly          |

## Numéros musicaux
| Acte premier          |                                                                       |
|                       | Ouverture                                                             |
| N° 1                  | Introduction « Et la maison était calme et prospère »                 |
|                       | Air de Robinson « Voir, c'est avoir ; allons courir ! »               |
|                       | Ensemble « À table donc, on fait grâce »                              |
| N° 2                  | Ronde « Debout, c'est aujourd'hui dimanche ! »                        |
| N° 3                  | Ariette « Tom était un danseur ingambe »                              |
| N° 4                  | Quatuor « Ne le voyez-vous pas ? »                                    |
|                       | Romance « S'il fallait qu'aujourd'hui »                               |
|                       | Ensemble « Le voilà pris ! »                                          |
| N° 5                  | Duo « Apprenez, mon cousin »                                          |
| N° 6                  | Rondo « Mon bon ami, j'ai réfléchi »                                  |
|                       | Prière « Seigneur, que ses jours soient bénis »                       |
|                       | Final « Edwige, adieu »                                               |
| Acte II, 1er tableau  |                                                                       |
| N° 7                  | Entr'acte symphonique                                                 |
| N° 8                  | Grand air de Robinson « Au seul bruit de mes pas – Salut, chaumière » |
| N° 9                  | Chanson de Vendredi « Tamayo, mon frère »                             |
| N° 10                 | Duo « Mon âme à ses regrets ne veut plus se rouvrir »                 |
| N° 10 bis             | Scène et rêve « Le soleil fuit, l'ombre s'avance »                    |
| N° 10 ter             | Sortie de Vendredi et de Robinson                                     |
| Acte II, 2e tableau   |                                                                       |
| N° 11                 | Entr'acte (Marche des sauvages – Lever de rideau)                     |
| N° 11 bis             | Mélodrame                                                             |
| N° 12                 | Chanson du pot-au-feu « Je prends un vase de terre »                  |
| N° 13                 | Duo « Ô mon Toby, mon doux ami »                                      |
| N° 13 bis             | Mélodrame                                                             |
| N° 14                 | Chœur dansé « Allons, guerriers des plages désertes »                 |
|                       | Scène Femmes, amenez la belle fiancée                                 |
|                       | Valse chantée « Conduisez-moi vers celui que j'adore »                |
| Acte III, 1er tableau |                                                                       |
| N° 15                 | Entr'acte                                                             |
| N° 16                 | Berceuse « Beauté qui vient des cieux »                               |
| N° 17                 | Ariette « Oui, c'est un brun, mais c'en est un »                      |
| N° 18                 | Trio « Âme de mon âme »                                               |
|                       | Sextuor Terrible homme des bois                                       |
| N° 19                 | Romance « Je veux partir, bénissez-moi »                              |
| N° 20                 | Couplets « Maître avait dit à Vendredi »                              |
| N° 21                 | Quatuor « Veux-tu, mon bonhomme »                                     |
| Acte III, 2e tableau  |                                                                       |
| N° 22                 | Mélodrame                                                             |
| N° 23                 | Chœur de matelots « Buvons, chantons »                                |
| N° 24                 | Scène « Le chant des Tamayos »                                        |
| N° 25                 | Final « Partons, amis »                                               |

## Discographie
Un seul enregistrement, en langue anglaise, est disponible dans le commerce :
- Alun Francis (dir.), John Brecknock (Robinson), Yvonne Kenny (Edwige), Sandra Browne (Vendredi), Geoffrey Mitchell Choir, Royal Philharmonic Orchestra – Opera Rara, 1998

On trouve également un extrait de Robinson Crusoé sur l'enregistrement de Natalie Dessay, Airs d'opéras français – EMI Classics 2007 (n°14, Valse chantée), déjà gravé en studio précédemment par Joan Sutherland.